# Asaphidion cyanicorne atlanticum
Asaphidion cyanicorne atlanticum é uma subespécie de insetos coleópteros pertencente à família Carabidae.
A autoridade científica da subespécie é Ortuño & Toribio, tendo sido descrita no ano de 2005.
Trata-se de uma subespécie presente no território português.